# Women’s Premier Ice Hockey League 2005/06
Die Saison 2005/06 war die 24. Austragung der höchsten englischen Fraueneishockeyliga, der Women’s Premier Ice Hockey League. Die Ligadurchführung erfolgt durch die English Ice Hockey Association, den englischen Verband unter dem Dach des britischen Eishockeyverbandes Ice Hockey UK. Der Sieger erhielt die Bill Britton Memorial Trophy.

## Modus
Zunächst spielten alle Mannschaften eine einfache Runde mit Hin- und Rückspiel. Die vier Besten erreichten das Halbfinale. Der Letzte musste in die Relegation gegen den Besten der 1. Division. In der Finalrunde wurde jeweils nur ein Spiel zwischen den Kontrahenten ausgetragen. Der Seriensieger Sunderland Scorpions zog ins nahe gelegene Newcastle um.

## Hauptrunde
| Platz | Mannschaft               | Spiele | S  | U | N  | Punkte  | Tore |
| ----- | ------------------------ | ------ | -- | - | -- | ------- | ---- |
| 1.    | Newcastle Northern Stars | 18     | 15 | 1 | 2  | 132:025 | 31   |
| 2.    | Bracknell Queen Bees (M) | 18     | 13 | 2 | 2  | 110:023 | 29   |
| 3.    | Sheffield Shadows        | 18     | 12 | 3 | 3  | 117:033 | 27   |
| 4.    | Slough Phantoms          | 18     | 13 | 0 | 5  | 138:046 | 26   |
| 5.    | Cardiff Comets           | 18     | 10 | 1 | 7  | 090:041 | 21   |
| 6.    | Guildford Lightning      | 18     | 10 | 1 | 7  | 120:051 | 21   |
| 7.    | Kingston Diamonds        | 18     | 4  | 1 | 13 | 055:078 | 9    |
| 8.    | Solihull Vixens          | 18     | 3  | 2 | 13 | 061:095 | 8    |
| 9.    | Streatham Storm (N)      | 18     | 3  | 2 | 13 | 030:059 | 8    |
| 10.   | Flintshire Furies        | 18     | 0  | 0 | 18 | 07:411  | 0    |

## Final Four

### Halbfinale
| 27. Mai 2006 16:45 Uhr | Newcastle Northern Stars | 5:0 (1:0, 1:0, 2:0) Spielbericht | Slough Phantoms | Sheffield |

| 27. Mai 2006 19:00 Uhr | Bracknell Queen Bees | 1:2 n. V. (0:0, 1:1, 0:0, 0:1) Spielbericht | Sheffield Shadows | Sheffield |

### Spiel um den 3. Platz
| 28. Mai 2006 13:15 Uhr | Slough Phantoms | 0:8 (0:5, 0:1, 0:2) Spielbericht | Bracknell Queen Bees | Sheffield |

### Finale
| 28. Mai 2006 17:15 Uhr | Newcastle Northern Stars | 0:3 (0:1, 0:0, 0:2) Spielbericht | Sheffield Shadows | Sheffield |

## Relegation
Im Kampf um einen Platz in der höchsten Liga traten die Sieger der Hauptrunde beider Gruppen der Division I gegeneinander an. Der Gewinner des Spiels trat dann gegen den Letztplatzierten der Premier League an. Die Nottingham Vipers aus der Nordgruppe konnten sich durchsetzen und erreichten den Aufstieg.
|  | Nottingham Vipers | 4:2 (-:-, -:-, -:-) | Swindon Topcats |  |

|  | Nottingham Vipers | 11:1 (-:-, -:-, -:-) | Flintshire Furies |  |

## Division 1
Die Women’s National Ice Hockey League ist nach der Premier League die zweite Stufe der englischen Fraueneishockeyliga. In ihr ist die Division 1 die höchste Klasse. Sie ist in drei regionale Gruppen gegliedert.
| North | North                  | North  | North | North  | North    | North   | North  |
| ----- | ---------------------- | ------ | ----- | ------ | -------- | ------- | ------ |
| Platz | Mannschaft             | Spiele | Siege | Unent. | Niederl. | Tore    | Punkte |
| 1.    | Nottingham Vipers      | 14     | 11    | 3      | 0        | 067:011 | 25     |
| 2.    | Billingham Wildcats    | 14     | 11    | 1      | 2        | 100:026 | 23     |
| 3.    | Whitley Bay Squaws     | 14     | 9     | 2      | 3        | 092:038 | 20     |
| 4.    | Coventry Phoenix       | 14     | 7     | 2      | 5        | 045:047 | 16     |
| 5.    | Blackburn Thunder      | 14     | 6     | 0      | 8        | 055:069 | 12     |
| 6.    | Sheffield Shadows B    | 14     | 4     | 0      | 10       | 028:073 | 8      |
| 7.    | Telford Wrekin Raiders | 14     | 4     | 0      | 10       | 050:094 | 8      |
| 8.    | Peterborough Penguins  | 14     | 0     | 0      | 14       | 021:100 | 0      |

| South | South                      | South  | South | South  | South    | South   | South  |
| ----- | -------------------------- | ------ | ----- | ------ | -------- | ------- | ------ |
| Platz | Mannschaft                 | Spiele | Siege | Unent. | Niederl. | Tore    | Punkte |
| 1.    | Swindon Topcats            | 18     | 17    | 0      | 1        | 166:024 | 34     |
| 2.    | Chelmsford Cobras          | 18     | 14    | 1      | 3        | 086:027 | 29     |
| 3.    | Invicta Dynamics           | 18     | 12    | 2      | 4        | 077:052 | 26     |
| 4.    | Romford                    | 18     | 12    | 0      | 6        | 076:042 | 24     |
| 5.    | Basingstoke Bison Ladies   | 18     | 9     | 2      | 7        | 066:054 | 20     |
| 6.    | Oxford City Midnight Stars | 18     | 5     | 4      | 9        | 040:091 | 14     |
| 7.    | Oxford University          | 18     | 5     | 2      | 11       | 060:095 | 12     |
| 8.    | Milton Keynes Falcons      | 18     | 4     | 2      | 12       | 043:055 | 10     |
| 9.    | Streatham B                | 18     | 3     | 4      | 11       | 038:068 | 10     |
| 10.   | Basingstoke Bears          | 18     | 0     | 1      | 17       | 014:158 | 1      |

Finalrunde
In einem Finalturnier wurde unter den jeweils beiden Besten der beiden Gruppen um den Sieg in der Division 1 gespielt.
| 27. Mai 2006 13:15 Uhr | Nottingham Vipers | 3:2 (1:1, 1:0, 1:1) Spielbericht | Chelmsford Cobras | Sheffield |

| 27. Mai 2006 15:00 Uhr | Swindon Topcats | 7:1 (3:0, 2:1, 2:0) Spielbericht | Billingham Wildcats | Sheffield |

Spiel um Platz 3
| 28. Mai 2006 11:30 Uhr | Chelmsford Cobras | 4:2 (0:1, 2:1, 2:0) Spielbericht | Billingham Wildcats | Sheffield |

Finale
| 28. Mai 2006 15:30 Uhr | Nottingham Vipers | 1:3 (0:0, 0:1, 1:2) Spielbericht | Swindon Topcats | Sheffield |